# Wolfgang Ockenfels
Wolfgang Ockenfels OP (* 25. Januar 1947 in Honnef) ist ein deutscher römisch-katholischer Ordensgeistlicher, Theologe und Sozialethiker.

## Leben
Wolfgang Ockenfels trat 1967 der Ordensgemeinschaft der Dominikaner bei. Von 1968 bis 1974 studierte er Philosophie an der Hochschule der Dominikaner in Walberberg mit einem Abschluss mit dem Lektorat und Katholische Theologie an der Rheinischen Friedrich-Wilhelms-Universität Bonn. Im Jahre 1973 empfing Ockenfels die Priesterweihe. 
Es folgte ab 1974 ein Studium der Sozialethik und der Volkswirtschaft an der Universität Freiburg in Freiburg (Schweiz). Dort wurde er Mitglied der Katholischen Deutschen Studentenverbindung Teutonia im CV. Er war Assistent am Internationalen Institut für Sozialwissenschaft und Politik der Universität Freiburg. Bei Arthur F. Utz wurde er 1978 mit der Dissertation „Gewerkschaften und Staat. Zur Reformdiskussion des Deutschen Gewerkschaftsbundes“ promoviert. Von 1979 bis 1982 war er Redakteur des Rheinischen Merkur. 1979 wurde er Mitarbeiter am Institut für Gesellschaftswissenschaften Walberberg e. V. in Bonn. Seit 1992 ist er Chefredakteur der sozialethischen Zeitschrift Die Neue Ordnung und seit 2007 Vorsitzender des Instituts für Gesellschaftswissenschaften Walberberg.
1982 wurde Ockenfels Akademischer Rat an der Katholisch-Theologischen Fakultät der Universität Augsburg. Hier habilitierte er sich 1984 auf dem Gebiet der Christlichen Gesellschaftslehre mit der Schrift „Politisierter Glaube? Zum Spannungsverhältnis zwischen katholischer Soziallehre und politischer Theologie“. Von 1985 bis 2015 war Ockenfels Professor für Christliche Sozialwissenschaften mit den Lehrgebieten Politische Ethik und Theologie, Katholische Soziallehre und Sozialethik, Wirtschaftsethik sowie Familie, Medien und Gesellschaft der Theologischen Fakultät Trier. Ab November 2003 war Ockenfels Consultor beim Päpstlichen Rat „Iustitia et Pax“ in Rom.
Pater Wolfgang Ockenfels gehörte 2022 dem Konvent Heilig Kreuz der Dominikaner in Köln (Lindenstraße) an.

## Wirken
Ockenfels ist Mitglied der wissenschaftlichen Kommission der Katholischen Sozialwissenschaftlichen Zentralstelle in Mönchengladbach (KSZ). Seit 1998 ist er auch Präsident der Internationalen Stiftung Humanum im schweizerischen Lugano. Er ist Mitglied der Ludwig-Erhard-Stiftung. Seit 2000 ist er Kuratoriumsmitglied des Forum Deutscher Katholiken. Von 1985 bis 2012 war er Geistlicher Berater des Bundes Katholischer Unternehmer (BKU). 
Er wirkte einmal in der Sendung Christ in der Welt mit, die von der deutschsprachigen Edition des amerikanischen, katholischen Fernsehsenders EWTN produziert wird. Dort beantwortete er Fragen von Margarete Ebele über die soziale Verantwortung des Christen heute. Der Rheinländer hatte mehrere Auftritte im deutschen Fernsehen, u. a. bei Sabine Christiansen und Frank Plasberg.
Mehrfach übte Ockenfels Kritik am CDU-Parteiprogramm, dessen christliche Orientierung er in Frage stellt. In seinem 2009 erschienenen Buch Das hohe C: Wohin steuert die CDU? beschäftigte er sich mit der Rolle der Christlich Demokratischen Union Deutschlands (CDU) und vertrat die Ansicht, dass sich die Partei nicht mehr an der Lehre der Kirche orientiere. Er hat sich deutlich von der CDU-Vorsitzenden Angela Merkel distanziert, der er Unkenntnis der die Partei prägenden Traditionen und namentlich der katholischen Soziallehre unterstellt.
Wolfgang Ockenfels positionierte sich öffentlich gegen das Memorandum Kirche 2011: Ein notwendiger Aufbruch, das er als „Aufstand theologischer Zwerge, die sich als Koryphäen aufspielen“, bezeichnete.
Ockenfels steht dem Opus Dei nahe. Er verfasst für die Junge Freiheit öfter Gastkommentare zum politischen und kirchlichen Zeitgeschehen. Zudem veröffentlicht er auf dem rechtskonservativen privaten Nachrichtenportal kath.net.
Ende 2014 (nach der russischen Annexion der Krim) schrieb Ockenfels auf kath.net über „Medien, die ihren Hass auf den Teufel Wladimir Putin kaum noch zügeln können“, sowie „die heute bei uns vorherrschenden antirussischen und antichristlichen Affekte“. Ebenso kritisierte er eine „mediale Großoffensive gegen die Protestbewegung Pegida“ und sprach von einer „moribunden Presse“.
Er kritisierte im Frühsommer 2016 den politischen Wertewandel: „Wer seit fünfzig Jahren grundsatztreu der CDU angehört, die damals ähnliche Wertpositionen vertrat wie heute die AfD, gerät in den Verdacht, senil oder sentimental zu sein, wenn er nicht langsam über einen Austritt nachdenkt.“ Dabei verurteilte er auch den Abgrenzungskurs katholischer Bischöfe und anderer Kirchenvertreter von der Partei Alternative für Deutschland als „unbedachte Nachrede“ und „nicht rational nachvollziehbaren Widerwillen, sich einmal seriös mit dem Programm der AfD auseinanderzusetzen“. Anfang 2017 bekräftigte er: „Meiner persönlichen, nicht maßgebenden Meinung nach ist es – nach gründlicher Lektüre des AfD-Programms – nicht unchristlich, dieser Partei anzugehören oder sie zu wählen.“
Mehrfach kritisierte Ockenfels die katholischen Bischöfe, die die Flüchtlingspolitik von Bundeskanzlerin Merkel unterstützten. Auf einem „Extremismuskongress“ der AfD sagte Ockenfels 2017: „Nicht alle Muslime sind Terroristen, aber viele Terroristen sind leider Muslime.“ Weiter stellte er die Frage, ob „einer genau definieren“ könne, „was der Unterschied zwischen Islam und Islamismus“ sei. Es sei auch eine „grauenhafte Zumutung, den Koran lesen zu müssen“. Auf die Kritik katholischer Würdenträger an der AfD angesprochen, riet er, man möge solche Bischöfe künftig doch als „Herr Hohlkopf“ anreden.
Im März 2018 gab die AfD-nahe Desiderius-Erasmus-Stiftung bekannt, dass sie Wolfgang Ockenfels in das Kuratorium der Stiftung berufen hatte. Der Dominikanerorden und das Zentralkomitee der deutschen Katholiken distanzierten sich von Ockenfels’ Tätigkeit in der parteinahen Stiftung.

## Ehrungen und Auszeichnungen
- „Bergischer Löwe“ der Mittelstands- und Wirtschaftsvereinigung MIT[13]
- 2016 – Joseph-Höffner-Preis[14]
- 2019 – Walter-Hoeres-Medaille des Civitas-Instituts[15]

## Schriften
- mit Heinrich Basilius Streithofen: Diskussion um den Frieden. Seewald, Stuttgart 1974, ISBN 3-512-00295-1.
- Gewerkschaften und Staat. Zur Reformdiskussion des Deutschen Gewerkschaftsbundes. Institut für Gesellschaftswissenschaften, Walberberg 1979, ISBN 3-922183-00-X.
- Politisierter Glaube? Zum Spannungsverhältnis zwischen katholischer Soziallehre und politischer Theologie. Institut für Gesellschaftswissenschaften, Walberberg 1987, ISBN 3-922183-19-0.
- Kleine Katholische Soziallehre. Eine Einführung. Paulinus-Verlag, Trier, 4. Aufl. 1992, ISBN 3-7902-5002-3.
- Unternehmermoral in der Sozialen Marktwirtschaft. Paulinus-Verlag, Trier, 4. Aufl. 1992, ISBN 3-7902-5130-5.
- mit Bernd Kettern: Streitfall Kirchensteuer. Verlag der Bonifatius-Druckerei, Paderborn 1993, ISBN 3-87088-779-6.
- mit Günter Triesch: Interessenverbände in Deutschland. Ihr Einfluss in Politik, Wirtschaft und Gesellschaft. Olzog, München und Landsberg am Lech 1995, ISBN 3-7892-8720-2.
- Armes Deutschland. Glossen zur Wendezeit und Zeitenwende. MM Verlag, Aachen 1999, ISBN 3-928272-05-5.
- Familien zwischen Risiken und Chancen. Schöningh, Paderborn 2001, ISBN 3-506-74600-6.
- Glaube, Moral und Politik bei Josemaría Escrivá in: César Ortiz (Hrsg.), Josemaría Escrivá, Profile einer Gründergestalt. Köln 2002. S. 253–268.
- Religion und Gewalt. Bachem, Köln 2003, ISBN 3-7616-1572-8.
- Das hohe C: Wohin steuert die CDU? Sankt Ulrich Verlag, Augsburg 2009, ISBN 978-3-86744-111-7.
- Was kommt nach dem Kapitalismus? Sankt Ulrich Verlag, Augsburg 2011, ISBN 978-3-86744-177-3.